# FDP-Bundesparteitag 1961
Koordinaten: 50° 6′ 56,1″ N, 8° 42′ 11,3″ O

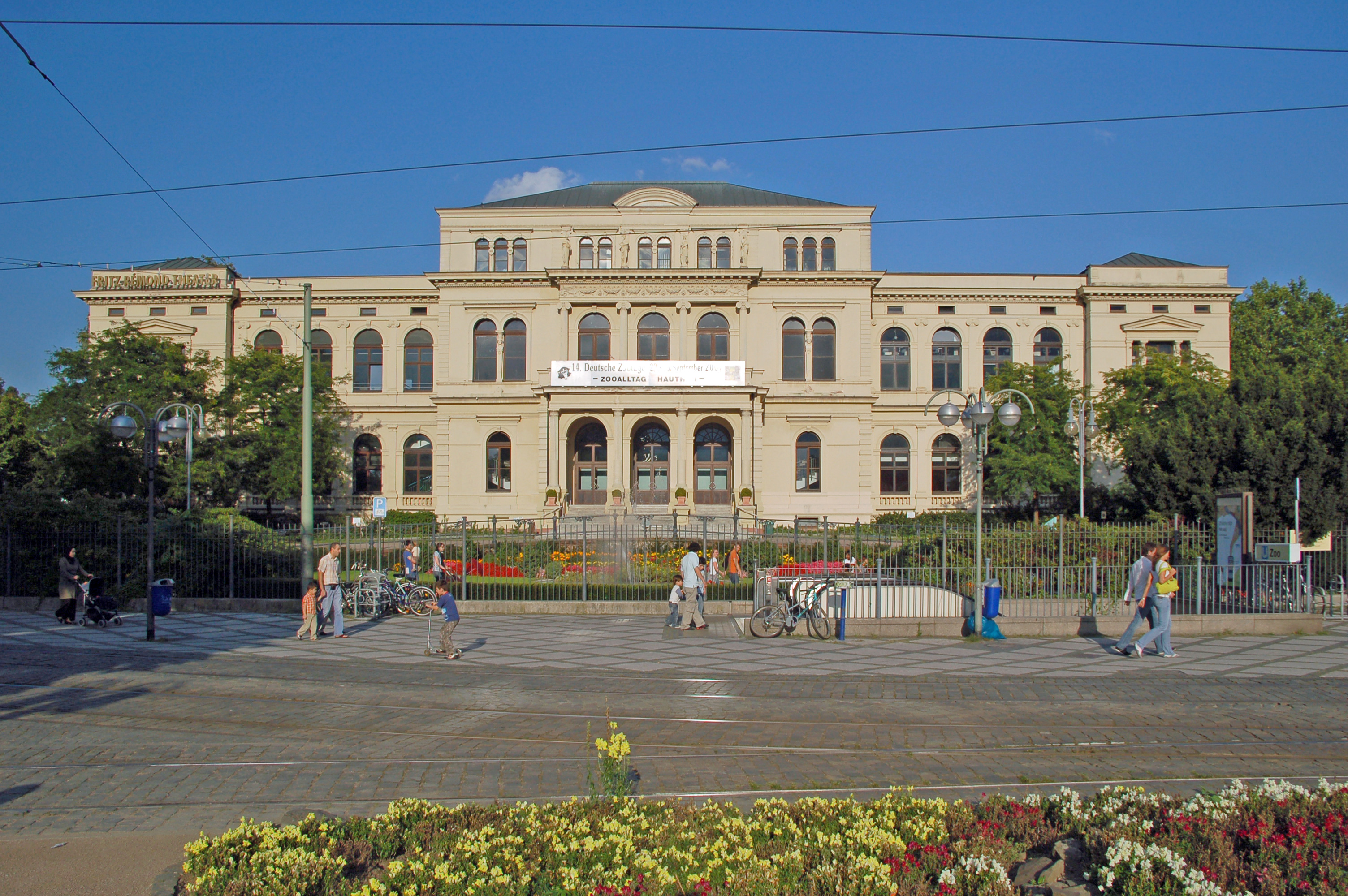
Gesellschaftshaus im Zoo Frankfurt

Den Bundesparteitag der FDP 1961 hielt die FDP vom 23. bis 25. März 1961 in Frankfurt am Main ab. Es handelte sich um den 12. ordentlichen Bundesparteitag der FDP in der Bundesrepublik Deutschland. 

## Verlauf und Beschlüsse
Wichtigster Tagesordnungspunkt war die Verabschiedung eines Aufrufs zur Bundestagswahl 1961 und damit verbunden der ausdrückliche Versuch, „mit allen demokratischen Mitteln die absolute Mehrheit der CDU oder der SPD zu verhindern“. Es wurden die Beschlüsse „Für eine gesunde und leistungsfähige Landwirtschaft“ und „Gesunde Lebensführung in gesunder Umwelt“ gefasst.